# Roughlee Booth
Roughlee Booth – civil parish w Anglii, w Lancashire, w dystrykcie Pendle. W 2011 civil parish liczyła 318 mieszkańców.